# Мощанский, Павел Дмитриевич
Павел Дмитриевич Мощанский (1890—1955) — советский педагог, методист, краевед, видный деятель народного образования Тульской области.

## Биография
Родился 1 августа 1890 года в селе Покровское Тверской губернии; происходил из старого русского рода священнослужителей Мошниных-Мощанских, сын сельского священника. Учился в Тверской духовной семинарии, а затем в Петербургском историко-филологическом институте (1910—1914)), по окончании которого получил звание учителя словесности гимназии. Одновременно, в 1912—1914 годах занимался в Императорском археологическом институте, получив статус действительного члена Императорского русского археологического общества.
С 1914 года преподавал в селе Шилово Ефремовского уезда Тульской губернии и в Ефремове, где после 1917 года организовал Лермонтовский музей; способствовал созданию Ефремовского педагогического общества.
В годы гражданской войны он предпринял попытку разыскать с помощью печати один из затерявшихся списков «Горе от ума» (известно, что третье действие комедии А. С. Грибоедов писал летом 1823 года в Дмитровском имении с. Полевые Локотцы, Ефремовского уезда своего друга С. Н. Бегичева). Немало сделано было П. Д. Мощанским и для сохранения усадьбы Ю. П. Лермонтова, отца М. Ю. Лермонтова, в сельце Кропотове. Мощанским с коллегами были сделаны фотографии и описание дома (сгорел в 1941 г.), связанного с юношескими годами М. Ю. Лермонтова.
Участвовал в создании советских органов образования, публиковался в местных и центральных изданиях. Часто выступал на краеведческие темы в местной прессе.
В 1923—1938 годах работал в средних школах Тулы; одновременно, с 1932 года преподавал на вечернем отделении Тульского государственного педагогического института, в 1938 году стал первым деканом факультета русского языка и литературы (до 1946), в 1936—1955 годах занимал должность старшего преподавателя.
В течение долгих лет П. Д. Мощанский вёл методическую работу среди учителей Тулы и области, результаты которой были обобщены в методических статьях.
Умер 31 декабря 1955 года. Похоронен на Всехсвятском кладбище г. Тулы.